# Trichogenia ulmeri
Trichogenia ulmeri is een haft uit de familie Heptageniidae. De wetenschappelijke naam van de soort is voor het eerst geldig gepubliceerd in 2006 door Braasch & Webb.
De soort komt voor in het Oriëntaals gebied.